# Zjazdowa (Skały Rożnowskie)

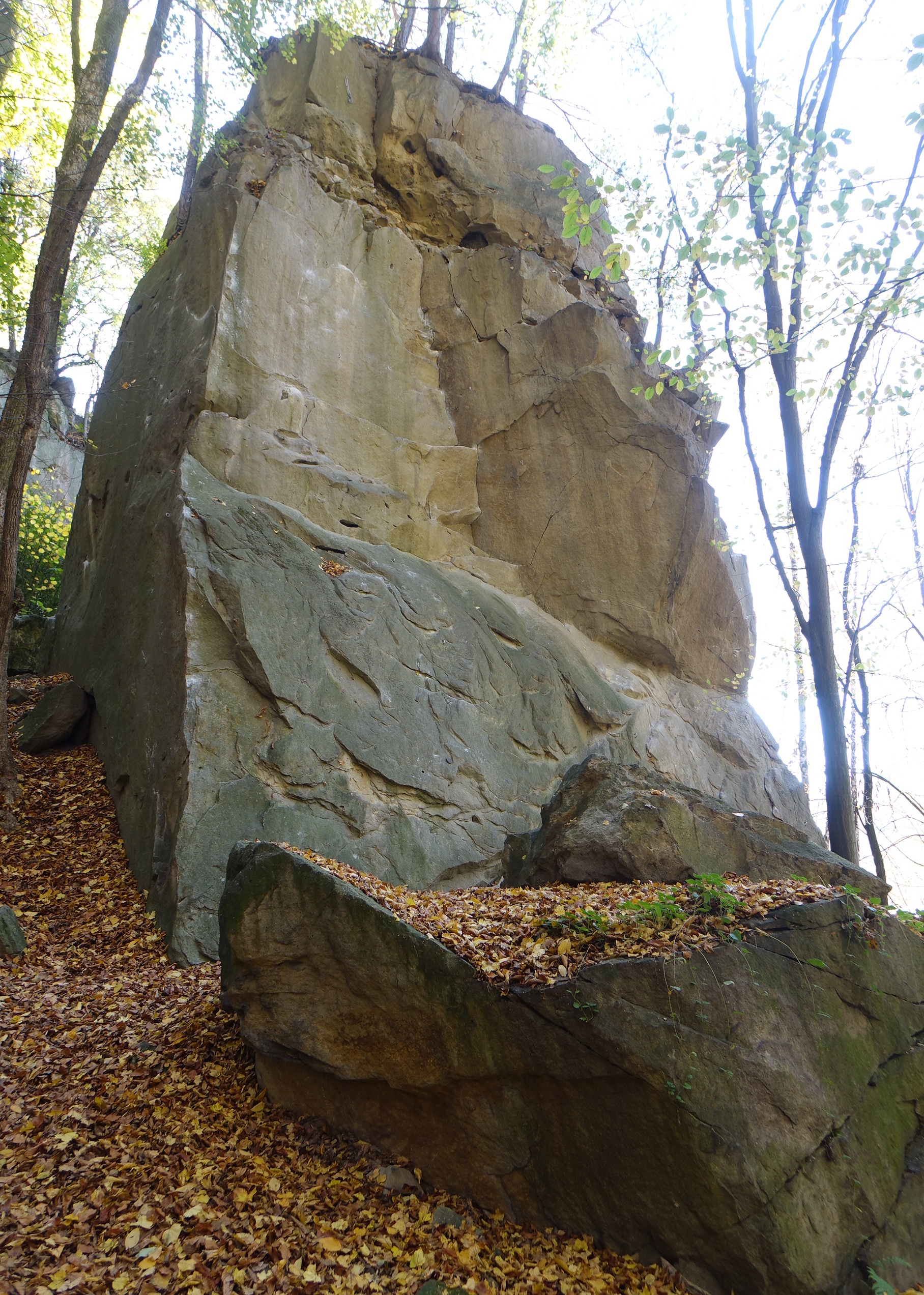

Zjazdowa – skała we wsi Rożnów w województwie małopolskim, w powiecie nowosądeckim, w gminie Gródek nad Dunajcem. Znajduje się nad wschodnim brzegiem Jeziora Rożnowskiego, pod względem geograficznym na Pogórzu Rożnowskim będącym częścią Pogórza Środkowobeskidzkiego. Do skały dochodzi się wąską drogą, początkowo szutrową, potem wykonaną z płyt betonowych, odbiegającą od drogi z Rożnowa do Gródka nad Dunajcem. Droga ta zaczyna się w odległości około 700 m od cmentarza w Rożnowie w kierunku Gródka nad Dunajcem.
Zjazdowa to wysoka, pojedyncza skała o szerokości 14 m. Znajduje się w grupie Skał Rożnowskich, w lesie pomiędzy skałami Z Hokejem i Nad Przełazem. Są na niej filary, zacięcia i rysy. Zbudowana jest z piaskowca istebniańskiego. Są to gruboławicowe i gruboziarniste piaskowce przedzielone cienkimi warstwami piaszczystych mułowców zmieszanych ze zwęglonymi resztkami roślinnymi.

## Drogi wspinaczkowe
Zachodnia ściana Zjazdowej jest obiektem wspinaczki skalnej, ale znajduje się na terenie prywatnym i wspinaczka dozwolona jest przy zachowaniu zasad ustalonych z właścicielem terenu. Są na niej 42 dróg wspinaczkowe o trudności od V+ do VI.4 w skali polskiej i dwa projekty. Na większości z nich zamontowano stałe punkty asekuracyjne: ringi (r) i stanowisko zjazdowe (st), na pozostałych wspinaczka na wędkę (w) lub tradycyjna (trad).

1. Przy ostrzu filarka; V, 1r, trad
2. Droga z krokiem; IV, 1r, trad
3. Przez dużego ringa; III, 1r
4. Wariant prostujący; IV
5. Lewe zacięcie; III
6. Prawe zacięcie; IV
7. Niewyraźny filarek; IV, 3r + st
8. Między pęknięciem a zacięciem; VIV, trad
9. Zejściowa; IV, trad
10. Zacięciem; IV, w
11. Środkiem ścianki; V, w
12. Filarek; V+, w
13. Kant filarka; V+, w
14. Lewa płytka; VI, 2r + st
15. Wariant płytki; VI, 3r + st
16. Wariant z dziurkami; VI, 4r + st
17. Prostowanie prawej płytki; VI+, 1r + st
18. Prawa płytka; V+, 3r + st
19. Feldkopfkant; VI.1+, 4r + st
20. Żabka; VI.1; 4r + st
21. Zacięcie Zjazdowej; V+, 3r + st
22. Prostowanie zacięcia; VI, 5r + st
23. Wyjście z prawej; VI, 5r
24. Kanciarz; VI+; 5r + st
25. Wariant z kamienia; VI.4/4+, 2r + st
26. 08/15; VI.4+, 4r + st
27. Tysiąc kotletów; VI.8?, 3r + st
28. Sto kotletów; VI.6, 3r + st
29. Wariant Liany; VI.4+, 7r + st
30. A3; VI.5, 5r + st
31. Babciu, nie trać głowy; VI.4/4+, 5r + st
32. Dziury i krawądki; VI.6, 7r + st
33. Dziury; VI.3, 5r + st
34. Jonki; VI.4, 5r + st
35. Projekt; 4r + st
36. Do zajebania jeden krok; VI.4, 6r + st

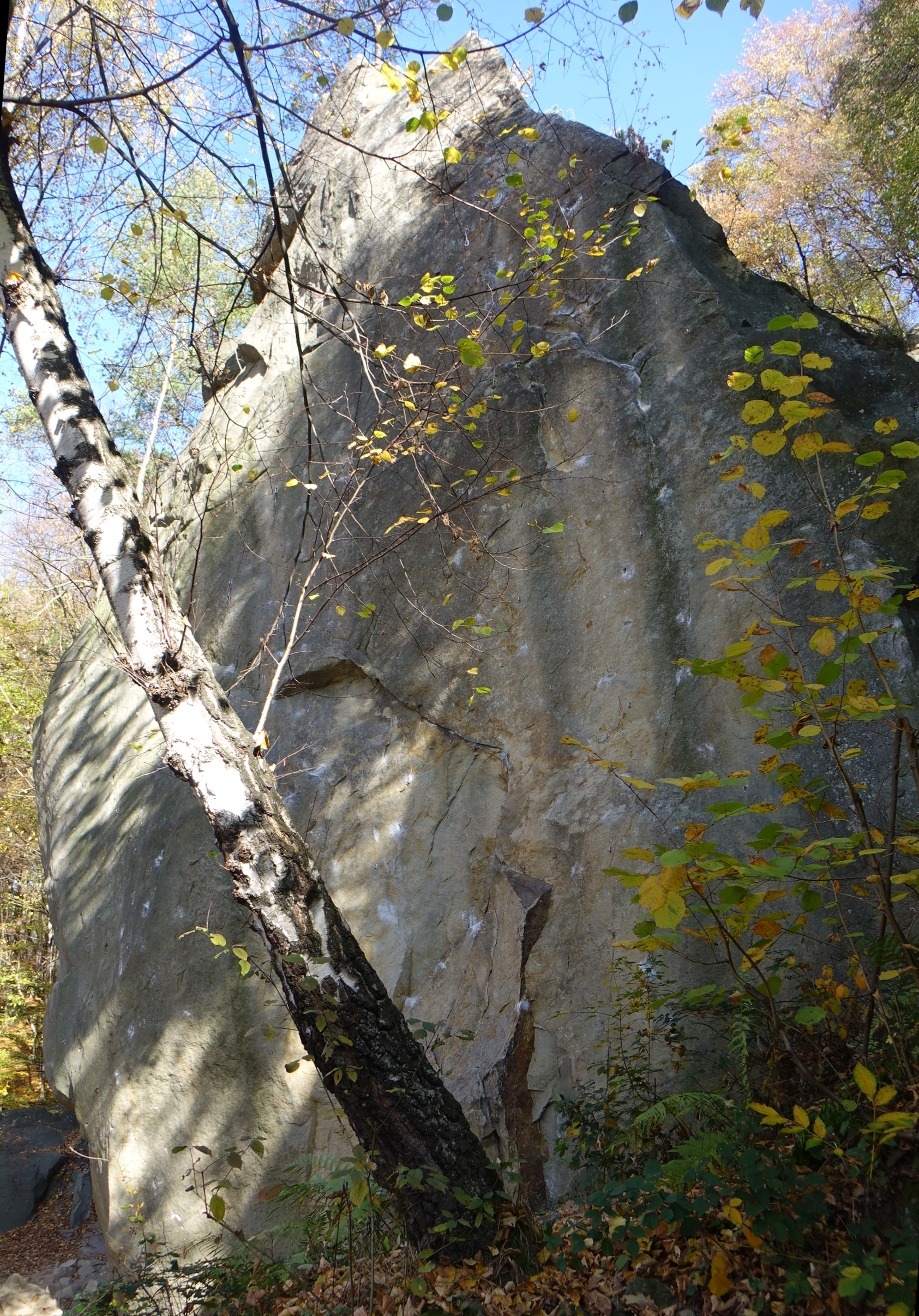
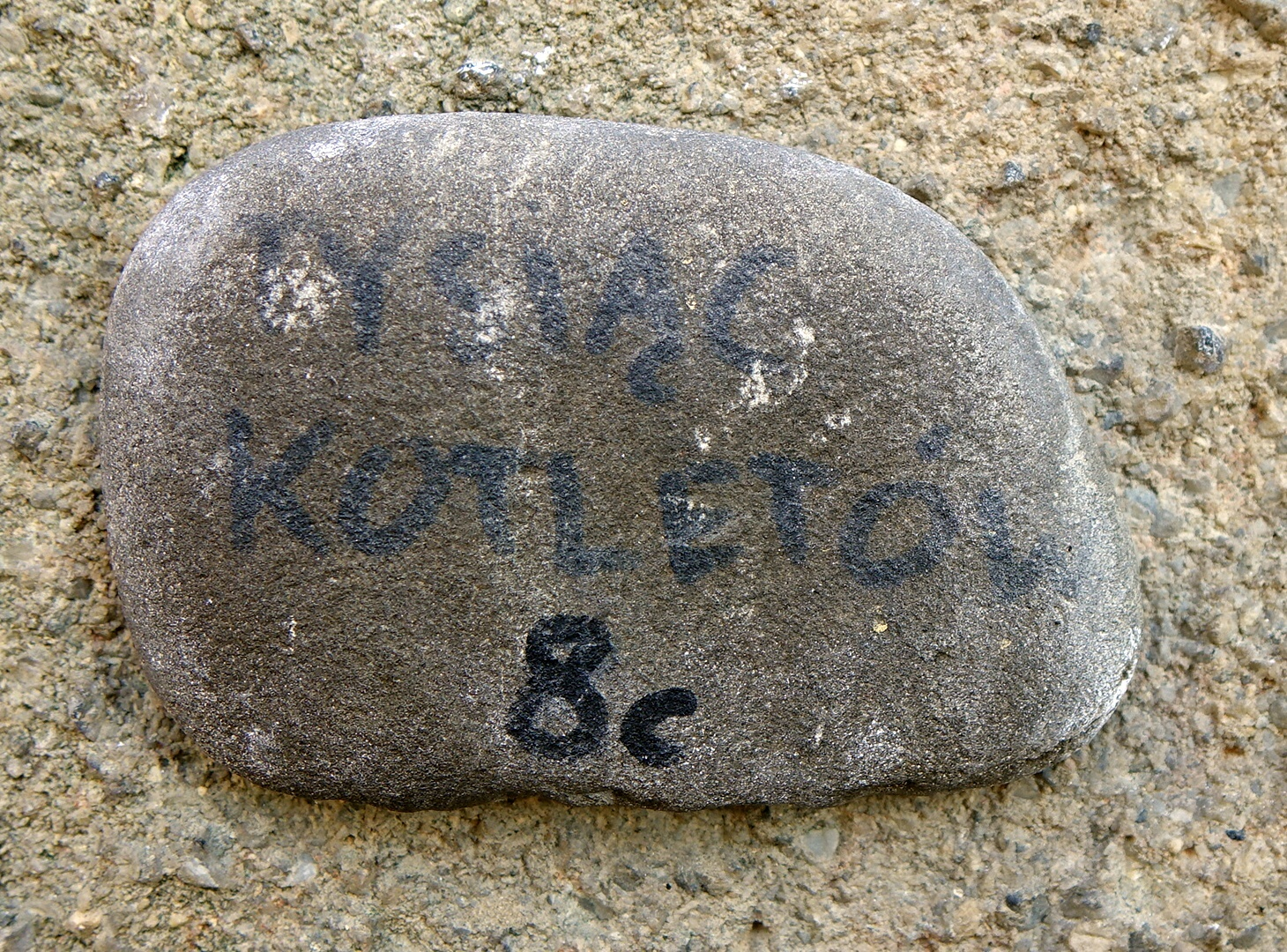
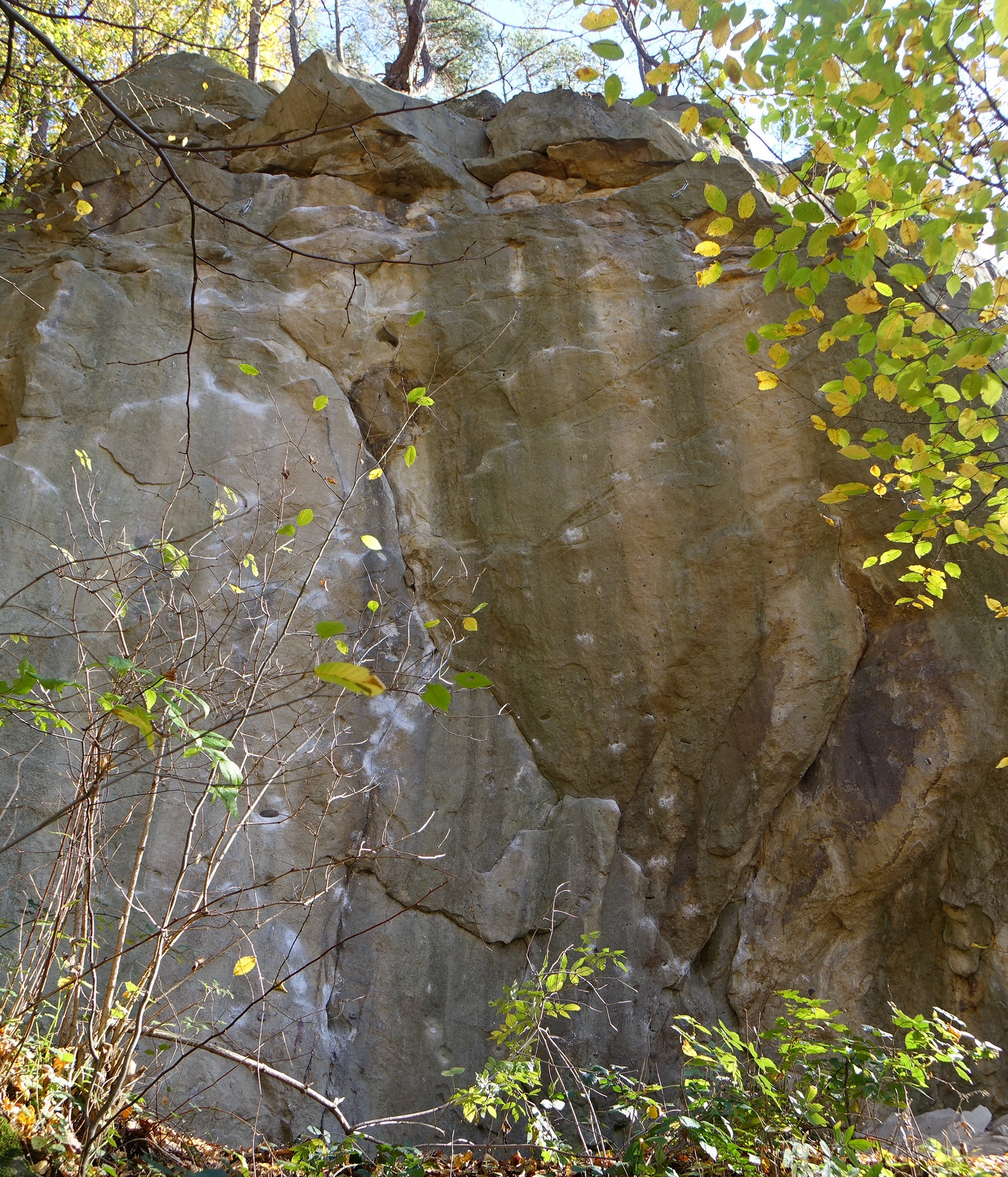
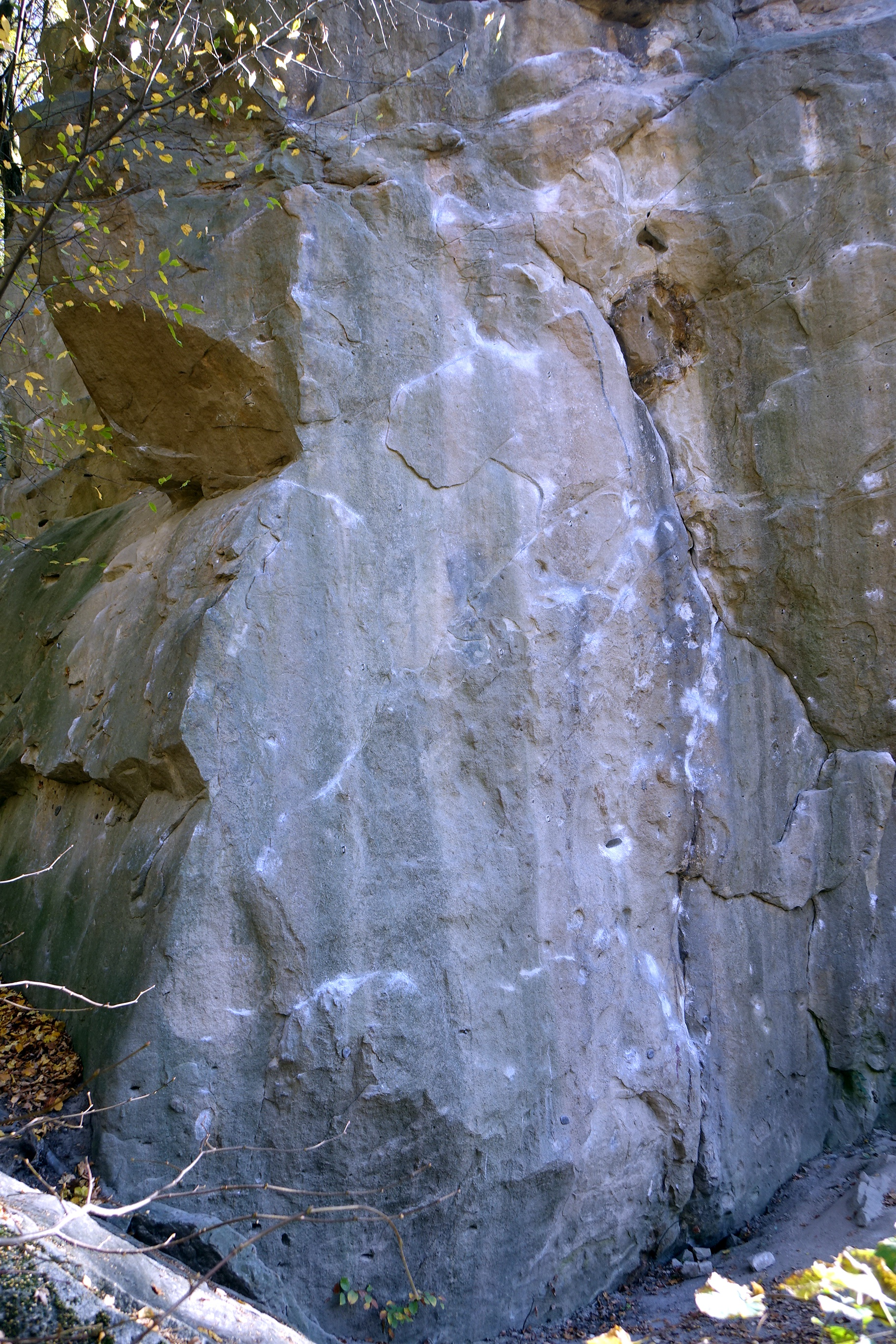
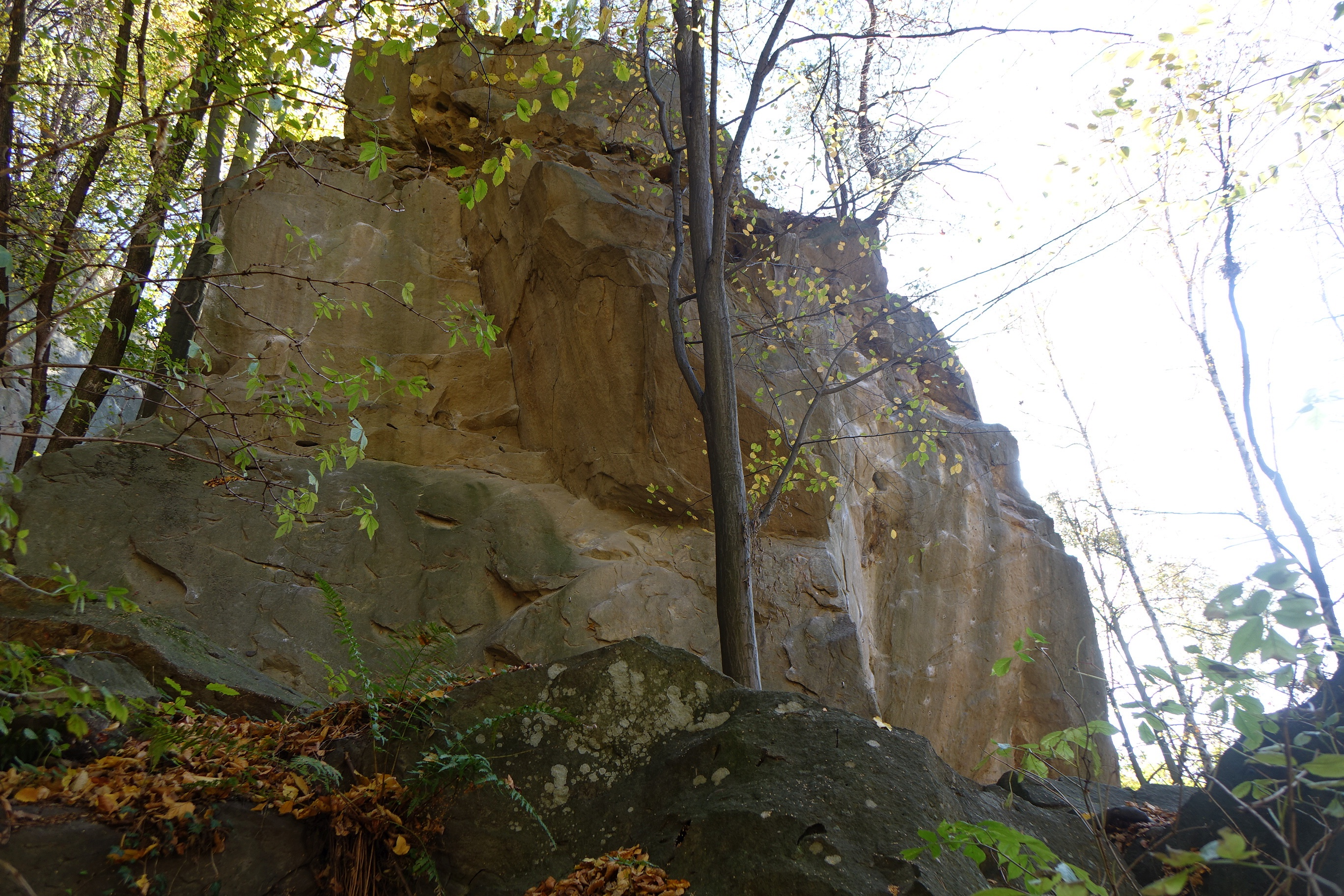
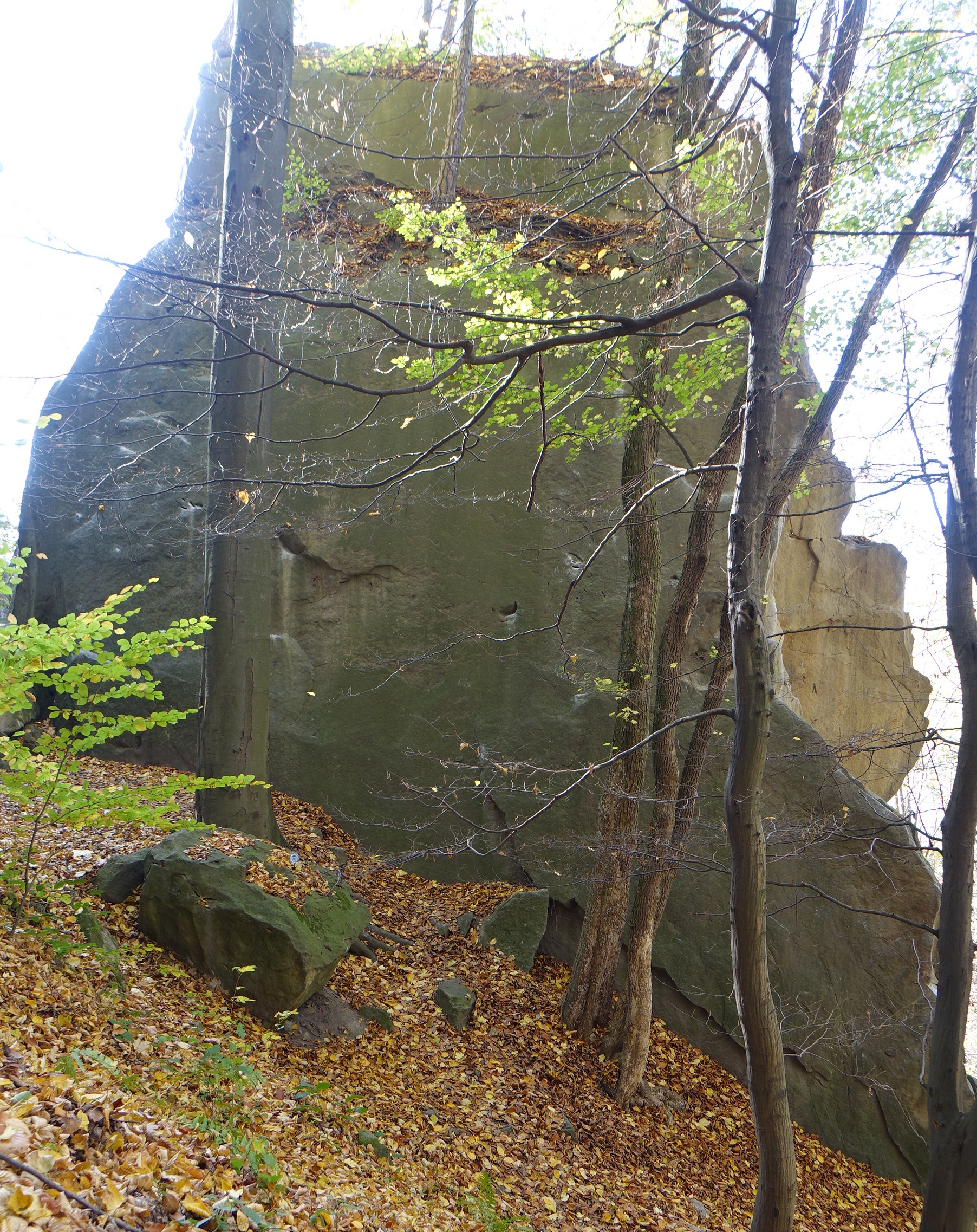
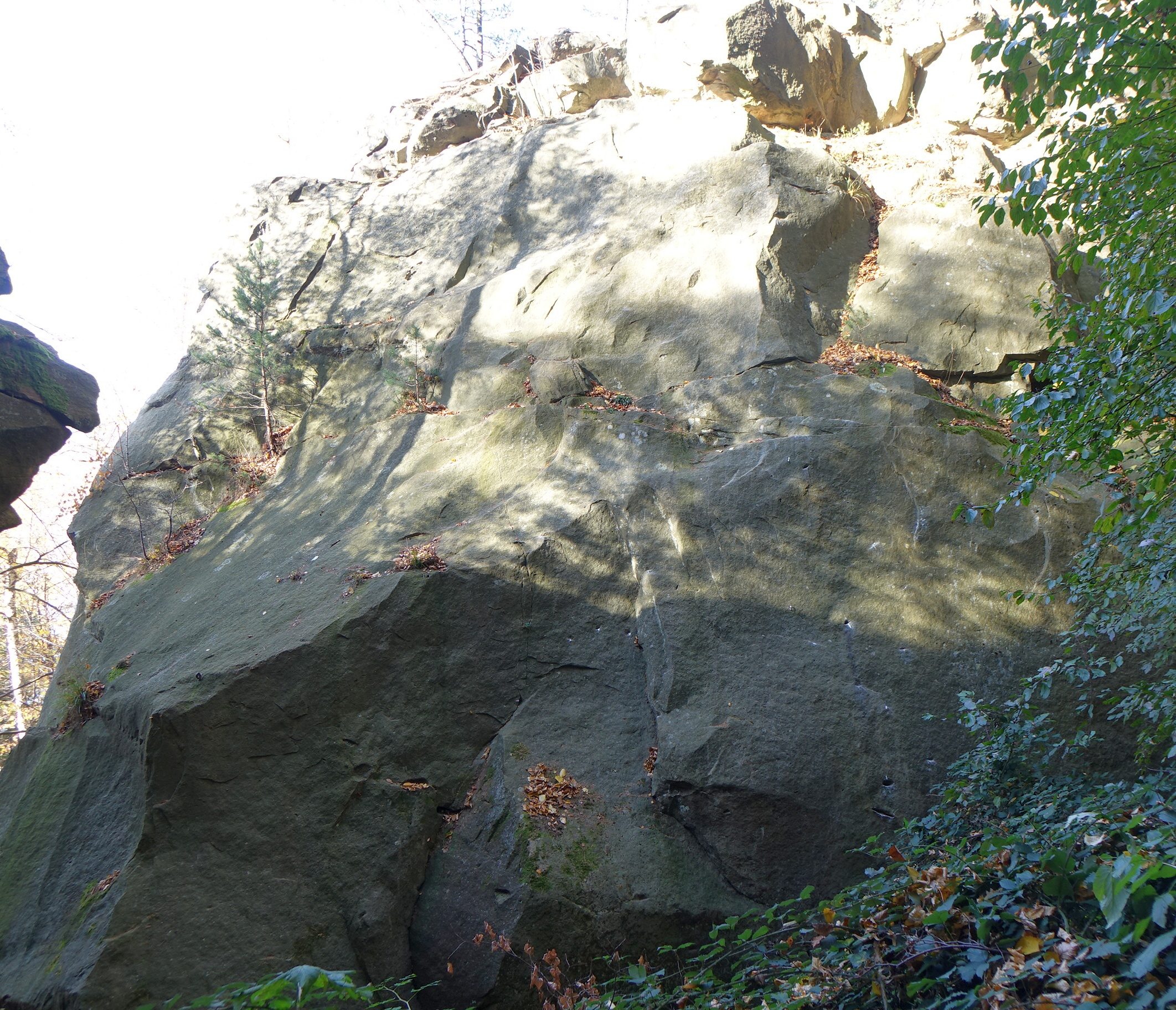

37. Bordeline; VI.5+, 7r + st
38. Przygoda parmezana; VI.4, 8r + st
39. Zlodziej parmezanu; VI.5, 8r + st
40. Przygody; VI.3+, 8r + st
41. Imperium słońca; VI.5+, 6r + st
42. King Size; VI.6+?, 7r + st
43. Projekt; 9r + st
44. Jan Kanty; VI.3, 6 r[1].